# Eurypatagus parvituberculatus
Eurypatagus parvituberculatus is een zee-egel uit de familie Eurypatagidae.
De wetenschappelijke naam van de soort werd in 1924 gepubliceerd door Hubert Lyman Clark.